# Silja Jaatinen
Silja Jaatinen, född 15 april 2002, är en finländsk fotbollsspelare som tidigare spelat för AIK.

## Karriär
Silja Jaatinen inledde hon sin fotbollskarriär i moderklubben FC Kasiysi 89 och bytte vid tolv års ålder till Helsingforsklubben HJK Helsingfors. Där blev det sedermera seniordebut år 2021 och totalt två säsonger innan det återigen blev klubbbyte, denna gång till TPS. Sejouren i klubben blev dock inte ens ett år innan AIK sommaren 2023 valde att värva Jaatinen inför avslutningen av Elitettan.